# Cala Corquell
La Cala Corquell és una petita platja del municipi del Port de la Selva (Alt Empordà), situada al Parc Natural del Cap de Creus, entre la Cala Torta i la Cala d'Aiguadolç. Té una longitud de 6,7 m i una amplada d'11,2 m, formada per sorres, graves i còdols.
En aquesta cala naufragà el 2006 un catamarà francès, a causa de la forta tramuntana, caient a l'aigua els sis tripulants, dos dels quals van arribar a la costa nedant. Dos cadàvers es van trobar a la mateixa Cala Corquell i un tercer a la veïna platja de s'Arena.